# Eduardo Sánchez Hernández
Eduardo Sánchez Hernández (13 de junio de 1964 en Distrito Federal) es un político y empresario mexicano afiliado al Partido Revolucionario Institucional (PRI); fue vocero del Gobierno De La República.

## Biografía y educación
Su madre fue maestra de kinder, poeta y compositora, y su padre fue militar y empresario. Desde pequeño tuvo interés por la literatura. Estudió la licenciatura en Derecho en la Universidad Iberoamericana en la cual se graduó con mención especial gracias a su tesis titulada "El Procedimiento Concesionario en Materia de Vías Generales de Comunicación". Cursó el Programa de Alta Dirección de Empresa AD-2, por el Instituto Panamericano de Alta Dirección de Empresa, IPADE y se especializó más tarde en  estudios en Alta Dirección de Empresas en el Instituto Panamericano de Alta Dirección de Empresa (Ipade). Al egresar de su carrera,  fue pasante en el despacho Capín y Asociados, en donde conoció a Jorge Gurría, hijo del exgobernador de Tabasco Manuel Gurría Ordóñez. A los 30 años, se vinculó al Partido Revolucionario Institucional en donde tuvo la oportunidad de integrarse a la campaña presidencial de Luis Donaldo Colosio.

## Carrera política
Eduardo Sánchez comenzó su trayectoria siendo Tesorero de la Cámara Nacional de la Industria de Radio y Televisión (CIRT) de 1997 a 1999; desde entonces, ha tenido a su cargo puestos de coordinación en diversas dependencias relacionalas a la comunicación. 
Del 2001 al 2003 fue secretario de la Cámara Nacional de la Industria de Radio y Televisión y el año siguiente tomó el cargo de vicepresidente de ese órgano, dentro ese mismo giro, fue nombrado por Joaquín Vargas como consejero de Estrategia y coordinador de la Presidencia de Grupo Multivisión.
Inició su carrera política al ser nombrado diputado federal en la LX Legislatura del Congreso de la Unión de México. En ese cargo,el año del 2008 llevó a cabo la iniciativa de la Ley de Adquisiciones, Arrendamientos y Servicios del Sector Público, que introdujo al sistema de compras gubernamentales de México la modalidad de subastas electrónicas (vía Internet) para resolver los concursos públicos.
Dentro del Partido Revolucionario Institucional, fue vocero del Comité Ejecutivo Nacional y a finales del 2012 Subsecretario de Normatividad de Medios de la Secretaría de Gobernación y el 22 de noviembre del 2013 es designado por el presidente de la República, Enrique Peña Nieto como vocero del gobierno de la República.

## Condecoraciones
Ha recibido las siguientes condecoraciones:
- Orden de Isabel la Católica.[9]
- Orden de Dannebrog[10]
- Orden Nacional del Mérito (Francia)[11]
- Orden al Mérito de la República Italiana.[12]

## Otras actividades
En 2009 inspirado en la vida de su padre, Eduardo Sánchez escribió la novela histórica “Palemón” (Ed. Santillana), basada en personajes del México posrevolucionario como Lázaro Cárdenas y Plutarco Elías Calles.
Como empresario, Eduardo Sánchez cuenta con franquicias del restaurante japonés Sushi Itto en la Ciudad de México. Además, ha sido Profesor Universitario en el Departamento de Derecho de la Universidad Iberoamericana y conferencista en diversos foros, entre los que destacan, foros en la Cámara de Diputados, la Cámara de Senadores, y la Organización de las Naciones Unidas (ONU).

## Principales cargos
| Institución                                                  | Cargo                      | Periodo   |
| ------------------------------------------------------------ | -------------------------- | --------- |
| Gobierno de la República                                     | Vocero                     | 2013      |
| Cámara Nacional de la Industria de Radio y Televisión (CIRT) | Vicepresidente             | 2004-2006 |
| Grupo MVS Multivisión                                        | Vicepresidente corporativo | 2001-2006 |
| Secretaría de Comunicaciones y Transportes                   | Director de Radio          | 1991-1993 |